# دراگوش بوکور
دراگوش بوکور (رومانیایی: Dragoș Bucur؛ زادهٔ ۱۳ ژوئن ۱۹۷۷) بازیگر اهل رومانی است. وی از سال ۱۹۹۸ میلادی تاکنون مشغول فعالیت بوده‌است.
از فیلم‌ها یا برنامه‌های تلویزیونی که وی در آن نقش داشته‌است، می‌توان به خشم، رؤیای لیویو، جوانی بدون جوانی، راه بازگشت، مرگ آقای لازارسکو، تایتانیک، ازدست‌رفته، عیاشی، پلیس، صفت، سه‌شنبه، پس از کریسمس، ایستگاه بعدی بهشت و سواری با هم اشاره کرد.